# Franz Wallner (Schauspieler, 1810)

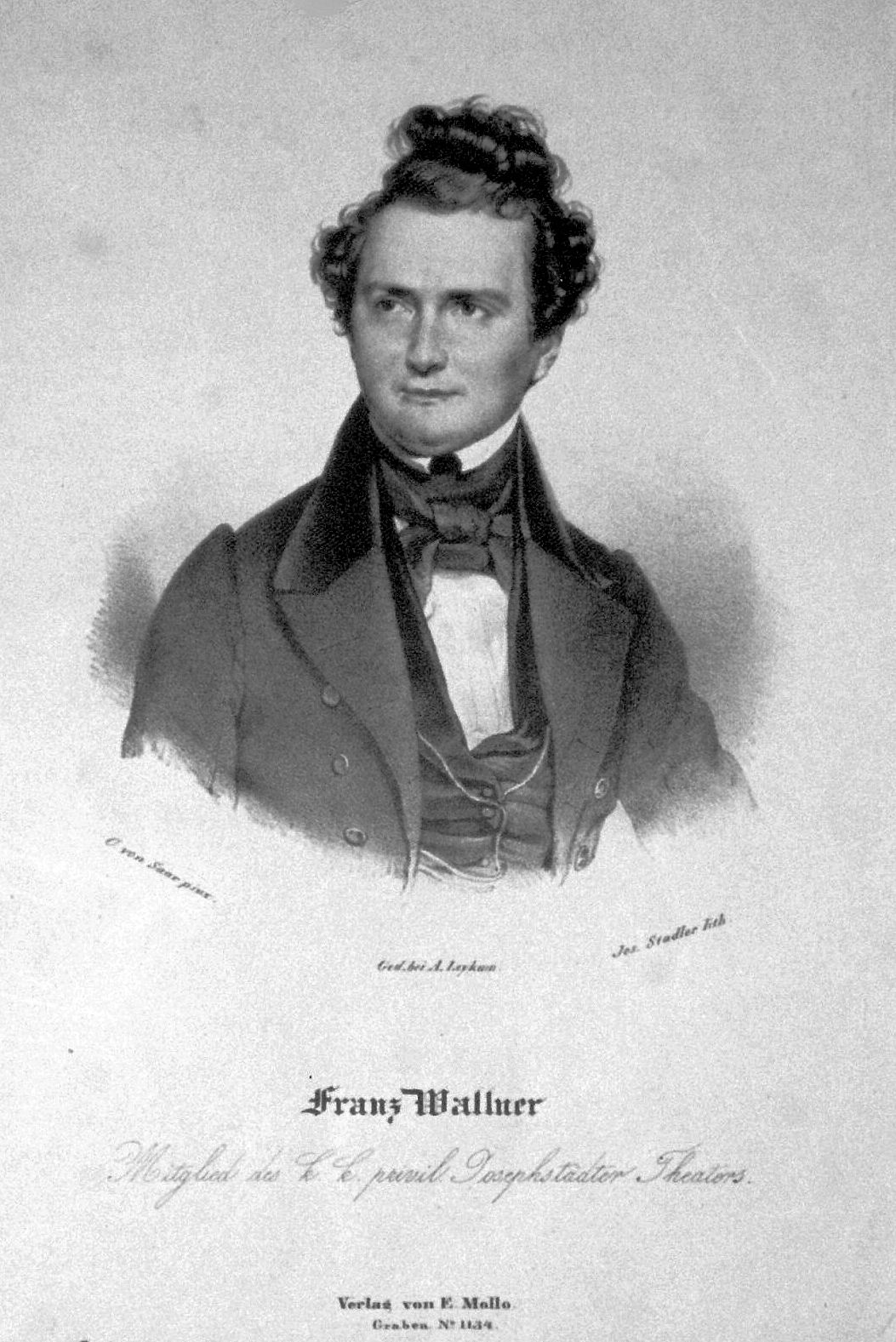
Franz Wallner, Lithographie von Johann Stadler, um 1840

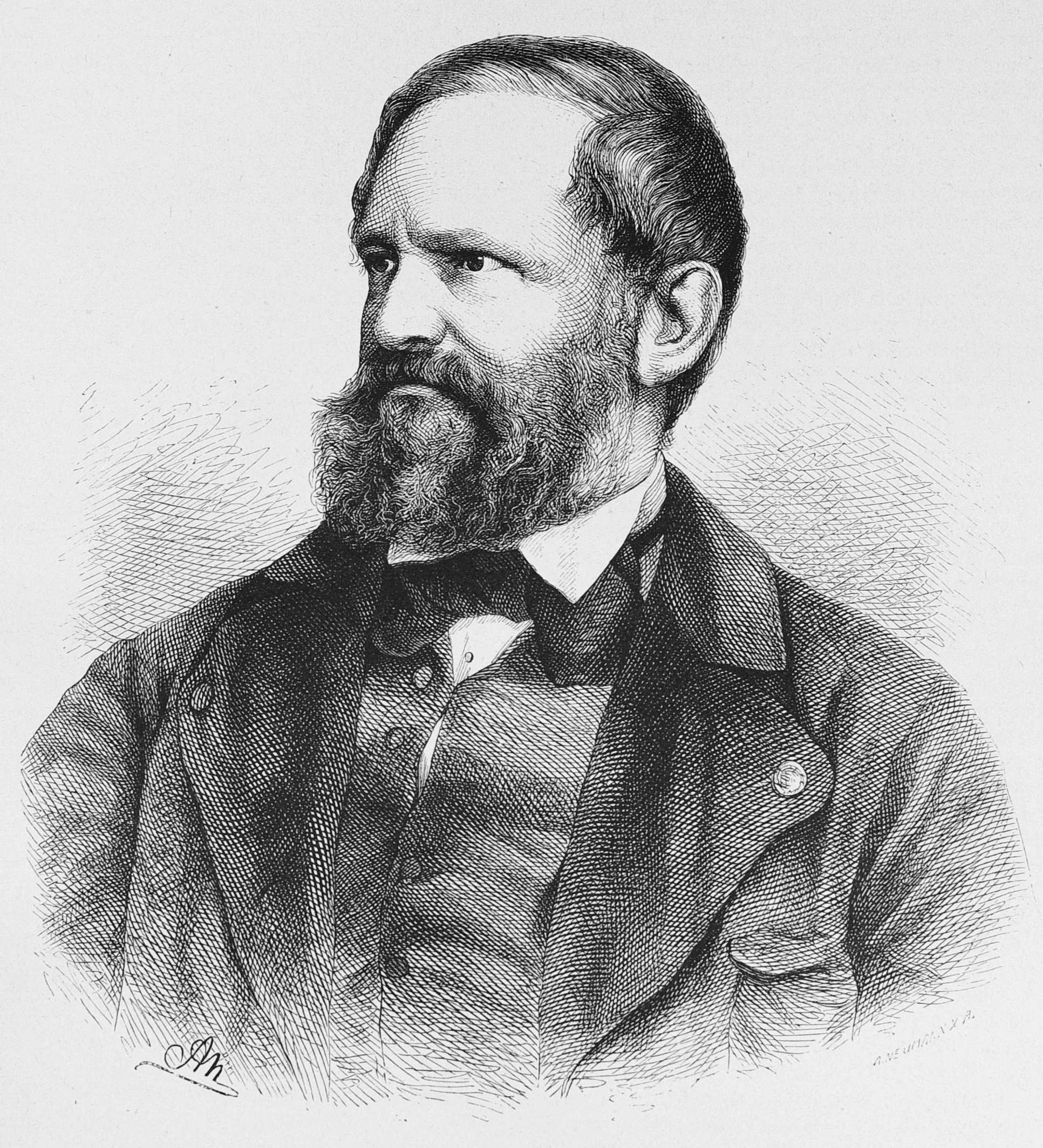
Franz Wallner in: Die Gartenlaube 1876

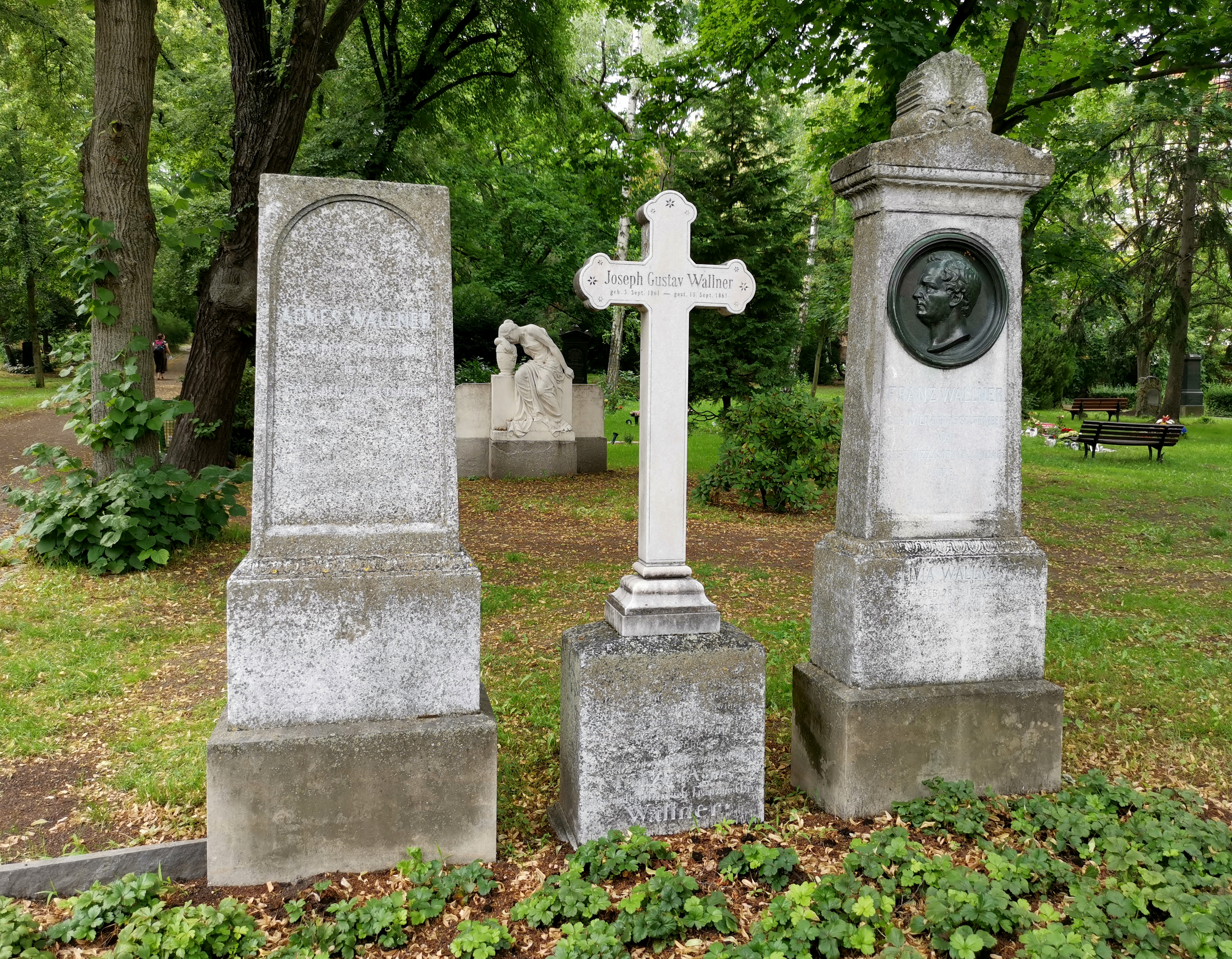
Grabstelle auf dem Friedhof I der Georgen-Parochial-Gemeinde Berlin

Franz Seraph Wallner, eigentlich Franz Seraph Leidesdorf, (* 25. September 1810 in Wien; † 19. Januar 1876 in Nizza) war ein österreichisch-deutscher Theaterschauspieler, -intendant und Schriftsteller.

## Leben
Der Vater Markus Maximilian Josef Leidesdorf war ein kaiserlich österreichischer Hof-Silberbewahrer jüdischer Herkunft in Wien, die Mutter war Katharina geborene Silva.
Franz hatte noch sieben Geschwister.
Er begann 1830 in Krems seine Laufbahn als Schauspieler. Seit dieser Zeit nannte er sich Franz Wallner, da er den bisherigen Namen als zu tragisch empfand. Seit 1835 war er am Theater an der Wien, wo er im darauffolgenden Jahr mit einigen Hauptrollen die ersten Aufmerksamkeit erringen konnte. Im selben Jahr wechselte er an das Josephstädtischen Theater. Danach war er zwei Jahre in Lemberg und anschließend an unterschiedlichen Orten. 1848 nahm Franz Wallner ein Engagement nach Sankt Petersburg an, reiste dann seit 1850 abermals, bis er 1851 die Direktion des Theaters in Freiburg im Breisgau, dann in Baden-Baden, sowie 1853 in Posen übernahm.
Seit 1855 leitete Franz Wallner das kleine Königsstädtische Theater (Concordia-Theater) in Berlin in der Blumenstraße. Er ließ es ausbauen und führte es als Wallner's Theater mit Lustspielen und Berliner Possen bald zu einer großen Popularität.
1864 ließ er ein neues Theater in der Nähe bauen und wechselte mit dem Ensemble dorthin.
1868 übergab er dieses an den Schauspieler Theodor Lebrun.
Danach reiste Franz Wallner durch zahlreiche Länder. Er verfasste einige Schriften, darunter Reiseberichte und seine Lebenserinnerungen.
Er starb während einer Reise in Nizza. Franz Wallner wurde in Berlin auf dem Friedhof I der Georgen-Parochialgemeinde in der Greifswalder Straße bestattet.
Das Wallner-Theater trug bis 1945 (mit einer Unterbrechung) seinen Namen. Die Wallner-Theater-Straße wurde danach benannt, seit 1953 hieß sie Wallnerstraße.

## Ehe und Familie
Franz Leidesdorf (Wallner) war mit Henriette Arnheim in erster Ehe verheiratet. Sie führten offiziell noch den Namen Leidesdorf. Später wurde ihm und seiner Familie durch Kaiser Wilhelm I. mit landesherrschaftlichen Genehmigung erlaubt, den Namen Wallner offiziell zu führen. Ein Sohn war
- Karl Leidesdorf, dann Wallner (* 1841 in Schlesien)

Danach heiratete er Agnes Kretzschmar (1824–1901), welche die wichtigste  Darstellerin in seinem Theater war. Sie hatten die Kinder
- Franz Wallner (1854–1940), Schauspieler, leitete von 1886 bis 1892 das Wallner-Theater in Berlin zusammen mit dem Bruder Heinrich, verfasste dafür einige Theaterstücke
- Heinrich Wallner (1850–1927), Schauspieler, übernahm 1886 mit dem Bruder Franz das Wallner-Theater, verfasste einige Theaterstücke

## Werke
- Aus dem Tagebuche des alten Komödianten. Otto Wigand, Leipzig 1845
- Rückblicke auf meine theatralische Laufbahn und meine Erlebnisse an und ausser der Bühne. Louis Gerschel, Berlin 1864
- Von fernen Ufern. Reiseskizzen aus Constantinopel, Aegypten und Sicilien. Otto Janke, Berlin 1872
- Ueber Land und Meer. Reisebilder aus Nord und Süd. Otto Janke, Berlin 1874
- Der arme Josy. In: Deutscher Novellenschatz. Hrsg. von Paul Heyse und Hermann Kurz. Bd. 15. 2. Aufl. Berlin, [1910], S. 147–167. In: Weitin, Thomas (Hrsg.): Volldigitalisiertes Korpus. Der Deutsche Novellenschatz. Darmstadt/Konstanz, 2016. (Digitalisat und Volltext im Deutschen Textarchiv)